# Polyblastus gloriosus
Polyblastus gloriosus är en stekelart som först beskrevs av Davis 1897.  Polyblastus gloriosus ingår i släktet Polyblastus och familjen brokparasitsteklar. Utöver nominatformen finns också underarten P. g. alaskensis.